# 龙镇 (五大连池市)
龙镇，是中华人民共和国黑龙江省黑河市五大连池市下辖的一个镇。

## 行政区划
龙镇下辖以下地区：
第一社区、第二社区、第三社区、第四社区、龙镇村、发展村、增产村、开发村、务本村、东方红村、讷谟尔村、振西村和向东村。